# Chalcionellus ibericus
Chalcionellus ibericus é uma espécie de insetos coleópteros polífagos pertencente à família Histeridae.
A autoridade científica da espécie é Dahlgren, tendo sido descrita no ano de 1969.
Trata-se de uma espécie presente no território português.